# 下根 (佐倉市)
下根（しもね）は、千葉県佐倉市の大字。郵便番号285-0006。

## 地理
北から東は岩名、南は山崎、西は鹿島干拓、北西は飯野、下根町に隣接している。

## 小字
小字は以下の通り。
- 石井戸（いしいど）
- 蔵の下（くらのした）
- 竹の内（たけのうち）
- 水神（すいじん）
- 西口（にしぐち）
- 土手鼻（どてばな）
- 大下（おおした）
- 人形塚（にんぎょうづか）
- 上代（かみだい）

## 歴史
江戸期は下根村であり、下総国印旛郡のうち。佐倉藩領。村高は「元禄郷帳」106石余、「天保郷帳」「旧高旧領」ともに115石余。宝永4年の水帳によれば、反別田1町余・畑4町余、名請人31（佐倉市史2）。安政4年「領分村高帳」によれば、小物成として夫役永318文余・栗代永67文・山銭鐚250文が見える（旧佐野家文書/千葉市史史料編2）。佐倉牧のうち柳沢牧野付村の1つ（佐倉市史1）。文久3年佐倉藩の江戸詰家臣の引き揚げに際し、村内北部の一部が引揚げ家臣の屋敷地として分与された。この部分はのち明治5年下根町として分村。明治6年千葉県所属。神社は山王神社、ほかに観音堂・不動堂（印旛郡誌）。明治22年内郷村の大字となる。

### 年表
- 1872年（明治5年） - 下根村の一部が下根町として分村[5]。
- 1873年（明治6年） - 千葉県に所属。
- 1889年（明治22年）4月1日 - 内郷村大字下根となる。
  - 町村制施行し大佐倉村、岩名村、飯野村、飯野町、土浮村、山崎村、下根村、下根町、萩山新田、飯田村が合併し印旛郡内郷村が発足。
- 1937年（昭和12年）2月11日 - 佐倉町大字下根となる。
  - 佐倉町・内郷村が合併し、佐倉町が発足。
- 1954年（昭和29年）3月31日 - 佐倉市下根となる。
  - 佐倉町・臼井町・弥富村・志津村・根郷村・和田村が合併し、佐倉市が発足。
- 1954年（昭和29年） - 大部分が佐倉市下根に編入[5]。
- 1980年（昭和55年） - 下根の一部が宮前一丁目となる[5]。

## 世帯数と人口
2017年（平成29年）10月31日現在の世帯数と人口は以下の通りである。
| 大字 | 世帯数 | 人口  |
| ---- | ------ | ----- |
| 下根 | 65世帯 | 142人 |

## 小・中学校の学区
市立小・中学校に通う場合、学区は以下の通りとなる。
| 地域 | 小学校             | 中学校             |
| ---- | ------------------ | ------------------ |
| 全域 | 佐倉市立内郷小学校 | 佐倉市立佐倉中学校 |

## 施設
- 下根公会堂
- 山王神社

## 交通

### バス
- 佐倉市循環バス[8]
  - 飯野往復ルート[9][10]
    - （山崎） - 下根 - 下根坂下 - 鹿島干拓 - （飯野）

### 道路
- 主要地方道
  - 千葉県道65号佐倉印西線